# Fuerza Aérea de Yemen
La Fuerza Aérea de Yemen (FAY) (en árabe: القوات الجوية اليمنية) es el componente aéreo de las Fuerzas Armadas de Yemen. La FAY heredó sus aviones de los antiguos estados de Yemen del Norte y Yemen del Sur, que recibieron el apoyo de los Estados Unidos y la Unión Soviética durante la Guerra Fría.

## Introducción
No se puede confirmar el número de sus aviones, pero el estado de sus aeronaves en servicio es precario como resultado de que la mayor parte de la fuerza aérea yemení fue destruida por los ataques aéreos de las fuerzas de la coalición internacional, durante la intervención militar saudí en Yemen y la guerra civil en Yemen.

## Historia

### Los primeros vuelos militares yemeníes
Después de enfrentarse al poder aéreo británico durante varios conflictos en la década de 1920, el imán Yahya Ibn al-Husayn, el Rey de Yemen, buscó el apoyo del Reino de Italia para adquirir aviones para su país. 
En enero de 1926, un ciudadano italiano fue contratado para entregar seis aviones, los primeros tres de los cuales llegaron en abril. Sin embargo, los aviones estaban en mal estado. Después de que el imán se quejó de este asunto a los italianos, éstos aceptaron proporcionar a Yemen algunos aviones mejores, en agosto de ese mismo año, un avión fue entregado a Yemen.
En 1927, 12 ciudadanos yemeníes fueron enviados a Italia para recibir entrenamiento de vuelo; con la ayuda de un equipo italiano, también se creó una escuela de vuelo en Yemen, ese mismo año se adquirieron un Junkers A 20/35 y un Junkers F 13, el Junkers A 20/35 se estrelló menos de dos meses después de su entrega, muriendo las tres personas que iban a bordo, esto, junto con los problemas lingüísticos y los renovados combates con los británicos, hizo que el Imam Yahya detuviera los esfuerzos para establecer una fuerza aérea.
La situación cambió a finales de la década de 1940, cuando se compraron varios aviones procedentes de diferentes países, se compró un Junkers Ju 52 en el Líbano, así como un Noorduyn Norseman en Egipto y dos Douglas C-47 Skytrain en Italia. 
El Reino de Arabia Saudí donó dos aviones norteamericanos North American T-6 Texan en 1955. 
En 1957 el Reino de Yemen firmó un importante acuerdo de armas con Checoslovaquia, que incluía 24 aviones de ataque a tierra Ilyushin Il-10, construidos bajo licencia por la compañía aeronáutica Avia en Checoslovaquia, con la designación Avia B-33, pero debido a la falta de material de apoyo y piezas de repuesto, ninguno de estos aviones llegó a volar en Yemen, en ese mismo período, los soviéticos proporcionaron cuatro helicópteros Mil Mi-4 y dos Mil Mi-1, así como un avión de transporte Ilyushin Il-14, también fue creada una escuela de aviación, equipada con diez aeronaves Zlin Z-126 de fabricación checoslovaca, que se habían pedido anteriormente, junto con los Avia B-33.

### Fuerzas Aéreas de Yemen del Norte
La Fuerza Aérea de la República Árabe de Yemen (FARAY) fue establecida oficialmente el 20 de noviembre de 1967. Los soviéticos entregaron trece cazas a reacción Mikoyan-Gurevich MiG-17, un avión de entrenamiento a reacción Mikoyan-Gurevich MiG-15, seis bombarderos a reacción Ilyushin Il-28, tres biplanos STOL Antonov An-2, dos aeronaves Ilyushin Il-14, algunos aviones de entrenamiento Yakovlev Yak-11 donados por Egipto y Zlin Z-126 checoslovacos, todos estos aviones constituían la flota de la recién creada fuerza aérea noryemení, a finales de 1967. La FARAY participó inmediatamente en la lucha contra las tribus realistas, especialmente durante el asedio de Saná. Algunos de los aviones fueron pilotados por pilotos soviéticos y sirios. Mientras los MiG-17, Yak-11 e Il-28 atacaban a las tropas realistas, los Il-14 traían suministros y evacuaban a los heridos de la capital sitiada. Durante los 70 días que duró el asedio, dos MiG-17 fueron destruidos y sus pilotos fallecieron en combate, así como un Yak-11 pilotado por un soviético, que también murió, cinco aviadores más murieron durante el asedio, en circunstancias desconocidas.

### Fuerzas Aéreas de Yemen del Sur
En Yemen del Sur, los británicos formaron una fuerza aérea denominada Fuerza Aérea del Sur de Arabia. La Federación de Arabia del Sur obtuvo su independencia del Reino Unido, el 30 de noviembre de 1967, la nueva nación se llamaba Yemen del Sur. Un día después, se estableció oficialmente la Fuerza Aérea de la República Popular del Yemen (FARPY), también se cambiaron las marcas de nacionalidad de los aviones. Las escarapelas aeronáuticas y las insignias de las alas que usaban los colores de la bandera de la Federación del Sur de Arabia, fueron reemplazados respectivamente.
La fuerza aérea suryemení recibió seis aeronaves de Havilland Canada DHC-2 Beaver, ocho aeronaves BAC Jet Provost, seis helicópteros Bell 47 y cuatro aviones de transporte Douglas C-47 Skytrain en diciembre de 1967.
En 1968, los asesores militares soviéticos llegaron al país para ayudar a construir la nueva fuerza aérea. 
Los primeros diez cazas a reacción Mikoyan MiG-17 llegaron en enero de 1969, y fueron reforzados por ocho nuevos cazas en 1970, estos aviones fueron utilizados por el escuadrón operacional número cinco. El 1 de diciembre del mismo año, el país pasó a llamarse República Democrática Popular del Yemen, y el nombre de la fuerza aérea fue cambiado. 
Las aeronaves de la fuerza aérea suryemení llevaban una escarapela aeronáutica formada por los tres colores de la bandera nacional suryemení, con un triángulo azul y una estrella roja en el centro.
En 1970, el Reino Unido entregó a la FARPY cuatro aeronaves BAC Strikemaster.
En 1972, la FARPY había recibido ocho helicópteros Mil Mi-8 y cuatro Kamov Ka-26, cuatro aviones de ala fija Ilyushin Il-28 y ocho aviones de transporte Antonov An-24 y Antonov An-26 procedentes de la Unión Soviética.

### Acumulación de tropas y guerra entre los dos Yemen
La Fuerza Aérea Popular participó en la Guerra de Yemen de 1972, realizando misiones de transporte en apoyo de las unidades terrestres y ataques aéreos con sus cazas Mikoyan-Gurevich MiG-17, uno de estos aviones fue derribado por los norteños y su piloto murió, no hay constancia de que la fuerza aérea de Yemen del Norte haya participado en el conflicto, aunque recibió cinco MiG-17 y cuatro Ilyushin Il-28 donados por Egipto y pilotados por pilotos egipcios durante la guerra. Sin embargo, a estos pilotos no se les permitió realizar ninguna misión de combate contra las fuerzas de Yemen del Sur. Poco después del final del conflicto, la Fuerza Aérea Popular comenzó a recibir sus primeros Mikoyan-Gurevich MiG-21. En 1974 ya se habían entregado más de 40 aeronaves. El entrenamiento en el nuevo avión fue supervisado por un grupo de asesores militares cubanos. En 1976, fueron entregados una docena de cazas Sujoi Su-22 para reemplazar a los antiguos bombarderos Il-28. Durante la participación de Yemen del Sur en la Guerra del Ogadén, la Fuerza Aérea Popular envió a 12 MiG-17F y a dos Mikoyan-Gurevich MiG-15 a Etiopía en 1977, junto con pilotos y personal de tierra. Otro contingente siguió a principios de enero de 1978, incluyendo algunos pilotos de MiG-21; uno de ellos murió cuando su avión, un MiG-21MF donado a Etiopía por la URSS, fue derribado por las defensas aéreas somalíes el 15 de febrero. Los MiG-15 y MiG-17 nunca fueron devueltos a Yemen del Sur, y algunos de sus pilotos volaron posteriormente en el Su-22. 
En febrero de 1979 estalló una nueva guerra entre los dos Yemen. El conflicto fue precedido por escaramuzas que involucraron a ambas fuerzas aéreas: El 25 de febrero, un MiG-17 de la FARAY fue dañado por un MANPADS 9K32 Strela-2. El 28 de febrero, los sureños lanzaron una invasión de Yemen del Norte y su fuerza aérea bombardeó el Aeropuerto Internacional de Taiz, afirmando haber destruido hasta seis aviones. Luego se reforzaron las defensas antiaéreas del norte y se derribaron dos Su-22 de la Fuerza Aérea Popular. En respuesta, se inició una campaña contra las principales posiciones de defensa aérea de la FARAY, y la mayoría de ellas fueron destruidas. Además, tres MiG-17 de la FARAY fueron derribados por MiG-21 de la Fuerza Aérea Popular. Al final de la guerra, la flota de aviones de combate de la FARAY quedó casi completamente destruida.
Tras la derrota de la República Árabe del Yemen, Arabia Saudita y Estados Unidos acordaron un acuerdo de armas por 390 millones de dólares, en el que los saudíes financiarían la adquisición de equipo militar y transferirían parte de sus propias armas y excedentes a la República Árabe del Yemen. Estados Unidos entregó cazas Northrop F-5 y dos aviones de transporte Lockheed C-130 Hercules, mientras que Arabia Saudí transfirió cuatro de sus propios F-5 Northrop a la FARAY. La ayuda financiera saudí también permitió al presidente de Yemen del Norte, Alí Abdalá Salé, encargar nuevas armas a la Unión Soviética. Entre ellos se encontraban 60 Mikoyan-Gurevich MiG-21, 14 Sujoi Su-17 y Su-22M, 18 Mil Mi-8, tres Antonov An-24 y tres Antonov An-26 . Los asesores soviéticos también ayudaron a reparar algunos de los Mikoyan-Gurevich MiG-15, Mikoyan-Gurevich MiG-17 e Ilyushin Il-28 restantes, esta rápida expansión de la FARAY significó que eran necesarios asesores militares extranjeros para apoyar sus operaciones: Mientras los soviéticos ayudaban con las aeronaves construidos en la URSS, los pilotos y las tripulaciones de tierra taiwanesas constituyeron la mayoría del personal del escuadrón de cazas Northrop F-5 hasta 1985, y solamente abandonaron el país en 1991, después de la unificación. Además, la tasa de pérdida de aeronaves era alta, debido a la inexperiencia de las tripulaciones.
Mientras tanto, la Fuerza Aérea Popular también estaba recibiendo algunos refuerzos: Seis MiG-21 adicionales fueron entregados poco después de la guerra de 1979, mientras que 40 Su-22M, Su-22M3 y Su-22UM3K fueron entregados en 1986. 
En 1985 y 1986 también se entregaron 16 helicópteros Mil Mi-24 de segunda mano, para la Fuerza Aérea del Sur, la primera mitad de la década de 1980 se dedicó a entrenarse en ejercicios conjuntos intensivos, con el fin de aumentar la preparación de las fuerzas armadas ante la perspectiva de una nueva guerra con el norte, este período llegó a un abrupto final en enero de 1986, cuando un golpe de Estado dio lugar a una guerra civil de 11 días, conocida coloquialmente en Yemen como Los Acontecimientos. Esta breve guerra civil resultó en la destrucción de alrededor del 75% de la fuerza aérea, mientras que decenas de miles de personas huyeron al Norte, incluidos hasta 40 pilotos de la Fuerza Aérea Popular, aunque la Unión Soviética posteriormente entregó más MiG-21bis, helicópteros Mil Mi-25 y un lote de entre 12 y 14 Sukhoi Su-22M-4K, reconstruir el Ejército de Yemen del Sur con las fuerzas que este tenía antes de 1986 resultaba imposible.

### Unificación y guerra civil
El 22 de mayo de 1990, Yemen del Norte y Yemen del Sur se unificaron oficialmente. Las fuerzas militares de ambos países debían fusionarse gradualmente, pero el proceso no salió como estaba previsto. De hecho, las tensiones comenzaron a aumentar y finalmente condujeron a la Guerra civil de Yemen de 1994. Aunque la Fuerza Aérea Popular se había visto considerablemente debilitada por la guerra civil de 1986, sus comandantes todavía la consideraban superior a su homóloga del norte y esperaban que estableciera su dominio aéreo. En la mañana del 4 de mayo, alrededor de 40 MiG-21 y Su-22 fueron enviados para atacar varios objetivos en el norte, incluido el Palacio Presidencial en Saná y varias bases aéreas de la FARAY. 
Aunque estos ataques causaron daños importantes y la FARAY no reaccionó, los resultados aún no cumplieron con las expectativas. Sin embargo, la Fuerza Aérea Popular siguió intentándolo y sus unidades de cazabombarderos Su-22 realizaron varias misiones adicionales de bombardeo de largo alcance durante la guerra, logrando resultados notables. Mientras tanto, la FARAY también estaba utilizando sus propios Su-22, así como MiG-21, contra objetivos en el sur. Los F-5E de la FARAY también se utilizaron en combate aéreo y obtuvieron varias victorias. Permitieron a los norteños lograr el dominio aéreo local sobre partes cruciales de las líneas del frente. Dado que ambas fuerzas aéreas operaban tipos similares de aeronaves, los incidentes de fuego amigo eran muy comunes.
A medida que la guerra continuaba, las ganancias territoriales de los norteños y las pérdidas pasaron factura a la Fuerza Aérea Popular. Aunque sus pilotos a menudo realizaban tres o cuatro salidas al día, la situación general de los sureños estaba empeorando. Fue en este contexto que la Fuerza Aérea Popular introdujo en servicio los cazabombarderos Mikoyan MiG-29. Comprados de segunda mano en Moldavia, estos aviones fueron pilotados por mercenarios de Europa del Este y vieron su primer uso en combate el 29 de junio. A pesar de ser los aviones de combate más modernos disponibles en Yemen, los MiG-29 no proporcionaron a la Fuerza Aérea Popular una ventaja en el combate aéreo, porque sus pilotos no estaban adecuadamente entrenados en el combate aire-aire. De hecho, la única acción aire-aire reportada que involucró a un MiG-29 fue un encuentro entre un MiG y dos F-5E el 29 de junio. Ninguno de los dos bandos abrió fuego y los tres aviones escaparon ilesos. Al día siguiente, el presidente de Yemen del Sur, Ali Salem al Beidh, huyó al extranjero, seguido por miles de yemeníes del sur. Decenas de miembros de la Fuerza Aérea Popular huyeron a Yibuti, a Omán, e incluso a los Emiratos Árabes Unidos con sus aviones, mientras otros lucharon hasta el final. La guerra cesó el 7 de julio.

### Fuerza Aérea Unificada de Yemen
Si bien la fuerza aérea unificada se hizo cargo de los aviones restantes de la antigua Fuerza Aérea Popular, incluidos alrededor de una docena de MiG-21 y Su-22, varios MiG-29 y algunos Mi-8, Mi-17 y Mi-14, casi solo estaba formada por la antigua FARAY. Sus aviones de combate se concentraron en bases aéreas en el norte del país y mantuvieron la estructura de la FARAY. En 1995-1996 se compraron dos MiG-29 más en Kazajstán. En 1996, los Su-22 y Su-22M restantes fueron retirados y se compraron cuatro Su-17M4 en Ucrania. La mayoría de los aviones de las variantes más modernas del Su-22 fueron revisados, un proceso que duró hasta bien entrada la década de 2000. En 1999 se adquirieron 12 Aero L-39 Albatros C y 12 Zlin Z-242 en la República Checa, y en 2005 se adquirieron 12 L-39C más en Ucrania. Aunque la aparición de los MiG-29 en Yemen en 1994 no tuvo mucho impacto en la guerra aérea, el caza dejó una buena impresión en el gobierno de Alí Abdalá Salé. En marzo de 2000 se iniciaron negociaciones con Rusia para la compra de 24 aviones. Un año después, se firmó un contrato para el suministro de 14 monoplazas y un MiG-29UB. Estos aviones, así como los adquiridos de otros países, debían ser modernizados al estándar MiG-29SM. Las entregas comenzaron en 2002 y continuaron hasta 2007. En ese momento, la flota yemení de MiG-29 alcanzó su fuerza máxima, con un total de alrededor de 36 aviones. Estos aviones eran los más avanzados de la flota de combate yemení, ya que estaban armados con misiles aire-aire R-77 y misiles aire-tierra Kh-29-T y Kh-31-P.

### Guerra en Sa'dah
La Fuerza Aérea Yemení fue utilizada ampliamente contra la insurgencia chiita en Yemen. La Fuerza Aérea Yemení demostró ser eficaz en la destrucción de posiciones y edificios enemigos. La mayoría de las bajas enemigas se atribuyeron a ataques aéreos. Se produjeron varios accidentes, incluido uno en el que un avión de combate disparó accidentalmente un misil y mató a más de 80 civiles. Durante la Operación Tierra Quemada, los días 2 y 5 de octubre y 8 de noviembre de 2009, tres aviones de combate, supuestamente un MiG-21 y dos Su-22 respectivamente, se estrellaron durante misiones militares. El gobierno afirmó que los accidentes se debieron a fallos técnicos, mientras que los rebeldes afirmaron que los habían derribado con un sistema de defensa antiaérea portátil (MANPADS). En 2006, los Northrop F-5, los MiG 21 y los Sujoi Su-22 bombardearon repetidamente las posiciones de los rebeldes hutíes en Sa'dah.

### Guerra contra el terrorismo
Como parte de la ofensiva contra la insurgencia de Al-Qaeda en Yemen, la Fuerza Aérea Yemení lanzó ataques aéreos contra bases yihadistas en todo Yemen para matar a importantes líderes terroristas. Los ataques fueron respondidos con fuego antiaéreo. Después de que Alí Abdulá Salé declarara su apoyo a George W. Bush en la guerra contra el terrorismo, los Estados Unidos proporcionaron ayuda militar a Yemen. Esto incluía a la fuerza aérea yemení. Estados Unidos ayudó a la FAY mediante entrenamiento, fondos y municiones. También le ofreció aviones y helicópteros, incluidos dos aviones de transporte ligero Cessna 208 Caravan, dos aviones de carga Lockheed C-130 Hercules, 14 aviones de combate Northrop F-5 Freedom Fighter, un avión de carga mediano CASA CN.295, un Beechcraft Super King Air, tres helicópteros Bell 206, seis helicópteros Bell 212, tres helicópteros Bell 214 y cuatro helicópteros Bell UH-1 Iroquois fabricados por la compañía Bell Textron. La fuerza aérea yemení se benefició enormemente de la ayuda estadounidense. Estados Unidos los entrenó para ofrecer apoyo aéreo cercano a las Fuerzas Especiales de Seguridad del Yemen que luchaban contra Al Qaeda en la península arábiga.

### Levantamiento yemení de 2011
La Fuerza Aérea Yemení realizó ataques aéreos contra las fuerzas de oposición al gobierno de Saleh durante la Revolución yemení de 2011. El 28 de septiembre de 2011, un Su-22 fue derribado durante una misión de bombardeo aéreo al norte de Saná por soldados rebeldes que utilizaban MANPADS. El piloto eyectó y fue capturado. El 30 de octubre, la base aérea de Al Dailami, que comparte estructuras con el Aeropuerto Internacional de Saná, fue atacada por las fuerzas rebeldes. Diferentes fuentes oficiales informaron que dos o tres aviones de combate fueron destruidos en tierra, ya sea por proyectiles de mortero o por cargas explosivas colocadas allí. Los aviones estaban cargados con municiones y listos para el combate que tuvo lugar el día siguiente. Entre los aviones destruidos se informó de al menos un MiG-29.

### Intervención liderada por Arabia Saudita en Yemen (2015-actualidad)
El 19 de marzo de 2015, un primer ataque aéreo contra el presidente yemení reconocido internacionalmente Abd Rabuh Mansur Al-Hadi, indicó que al menos algunos elementos de la Fuerza Aérea yemení habían cambiado de bando para luchar junto a los rebeldes hutíes. El 25 de marzo de 2015, dos aviones de la Fuerza Aérea de Yemen, probablemente Su-22, despegaron de la base aérea Al-Dailami de Saná, que estaba bajo control de los hutíes, para lanzar un ataque contra la residencia del presidente yemení en el distrito de Al-Masheq en Adén, convirtiéndose en la tercera vez en una semana que elementos de la Fuerza Aérea actuaron contra el gobierno reconocido internacionalmente. Los rebeldes hutíes enviaron dos Su-22 para bombardear el complejo presidencial en Adén con un cazabombardero Mikoyan MiG-29 volando en misión de apoyo. Cuando los Sujoi realizaron su primer bombardeo aéreo, los combatientes leales a Hadi respondieron con un feroz fuego antiaéreo, pero no lograron derribar ningún avión enemigo. Durante este ataque, algunos MiG-29 de las fuerzas pro-Hadi, despegaron de la base aérea de Al-Anad para proteger el complejo presidencial de los aviones de guerra controlados por los rebeldes hutíes. 
Durante los primeros días de la intervención militar saudí en Yemen, la Real Fuerza Aérea de Arabia Saudí llevó a cabo diversos ataques aéreos contra la Base Aérea Al-Dulaimi de la Fuerza Aérea Yemení, junto al Aeropuerto Internacional de Sadaa, destruyendo un avión de vigilancia electrónica Beechcraft King Air 350ER, un avión de transporte táctico CN-235 y dos helicópteros Bell 214 Huey.
La Fuerza Aérea Yemení no se unió completamente a los rebeldes hutíes, ya que la mayoría del personal se negó a recibir órdenes de su antiguo enemigo. Además, el mantenimiento de los aviones se detuvo en gran parte tras el derrocamiento del régimen de Saleh en 2012. A principios de 2015, la situación de la Fuerza Aérea Yemení era caótica, ya que la mayoría del personal había desertado, y los aviones carecían de un mantenimiento adecuado, lo que impidió efectivamente que la Fuerza Aérea Yemení entrara en la lucha, permaneciendo en tierra durante la intervención liderada por el Reino de Arabia Saudí.
Durante los días siguientes, los ataques de la coalición internacional comenzaron a apuntar con mayor severidad a las bases y a los aviones yemeníes. El 15 de abril de 2015, una sesión informativa saudí mostró a los atacantes de la coalición árabe destruyendo dos aviones de combate Su-22 y un avión de combate Northrop F-5 Freedom Fighter mientras estaban en la pista. El F-5 parecía cubierto por una red, mientras que los Su-22 estaban estacionados al descubierto.  El 30 de abril de 2015 apareció otra fotografía que mostraba los restos de dos aviones Su-22 y un F-5.
El 4 de mayo de 2015 aparecieron pruebas de que una aeronave de transporte Ilyushin Il-76 yemení estaba ardiendo en el Aeropuerto Internacional de Saná. Se desconoce el destino de los diez cazas MiG-29 yemeníes, mientras que es difícil establecer el número de otras aeronaves destruidas. A partir de 2017, la fuerza aérea yemení, tras años de guerra y bombardeos de la coalición internacional liderada por Arabia Saudí, se encontraba inoperante y no era funcional. Después de que las tropas gubernamentales recuperaron la base aérea de Al-Anad, la fuerza aérea yemení fue reconstruida y entrenada por los Emiratos Árabes Unidos. La FAY proporciona apoyo aéreo cercano a las Fuerzas Armadas de Yemen. Los rebeldes hutíes operan VANTs fabricados por la República Islámica de Irán.

## Equipamiento

### Ametralladoras
| Nombre                              | Fotografía     | Origen         | Tipo                 | Munición       | Fabricante                          |
| Ametralladoras                      | Ametralladoras | Ametralladoras | Ametralladoras       | Ametralladoras | Ametralladoras                      |
| ----------------------------------- | -------------- | -------------- | -------------------- | -------------- | ----------------------------------- |
| Yakushev-Borzov YakB-12,7           |                | Rusia          | Ametralladora pesada | 12,7 × 108 mm  | Fábrica de ametralladoras de Kovrov |
| Glagolev-Shipunov-Gryazev GShG-7,62 |                | Rusia          | Ametralladora media  | 7,62 × 54 mm R | KBP Instrument Design Bureau        |

### Aviones
| Aeronave                          | Fotografía      | Origen          | Tipo                              | Fabricante       |
| Aviones de caza                   | Aviones de caza | Aviones de caza | Aviones de caza                   | Aviones de caza  |
| --------------------------------- | --------------- | --------------- | --------------------------------- | ---------------- |
| Mikoyan-Gurevich MiG-21           |                 | Rusia           | Avión de caza                     | Mikoyán          |
| Mikoyan-Gurevich MiG-29           |                 | Rusia           | Avión de caza                     | Mikoyán          |
| Northrop F-5                      |                 | Estados Unidos  | Avión de caza                     | Northrop Grumman |
| Cazabombarderos                   |                 |                 |                                   |                  |
| Sukhoi Su-22                      |                 | Rusia           | Cazabombardero                    | Sukhoi           |
| Aviones de entrenamiento avanzado |                 |                 |                                   |                  |
| Aero L-39 Albatros                |                 | República Checa | Avión de entrenamiento a reacción | Aero Vodochody   |
| Aviones de entrenamiento básico   |                 |                 |                                   |                  |
| Zlín Z 42                         |                 | República Checa | Avión de entrenamiento            | Zlin Aircraft    |
| Aviones de transporte             |                 |                 |                                   |                  |
| Lockheed C-130 Hercules           |                 | Estados Unidos  | Avión de transporte táctico       | Lockheed Martin  |
| Antonov An-26                     |                 | Ucrania         | Avión de transporte táctico       | Antónov          |
| Aviones de carga                  |                 |                 |                                   |                  |
| Ilyushin Il-76                    |                 | Rusia           | Avión de carga                    | Iliushin         |
| Aviones utilitarios               |                 |                 |                                   |                  |
| Cessna 208 Caravan                |                 | Estados Unidos  | Avión utilitario                  | CessnaTextron    |

### Cañones
| Nombre                    | Fotografía          | Origen              | Tipo                | Calibre             | Fabricante                       |
| Cañones automáticos       | Cañones automáticos | Cañones automáticos | Cañones automáticos | Cañones automáticos | Cañones automáticos              |
| ------------------------- | ------------------- | ------------------- | ------------------- | ------------------- | -------------------------------- |
| Gryazev-Shipunov GSh-23   |                     | Rusia               | Cañón automático    | 23 mm               | KBP Instrument Design Bureau     |
| Gryazev-Shipunov GSh-301  |                     | Rusia               | Cañón automático    | 30 mm               | KBP Instrument Design Bureau     |
| Gryazev-Shipunov GSh-30-2 |                     | Rusia               | Cañón automático    | 30 mm               | KBP Instrument Design Bureau     |
| Cañón M39                 |                     | Estados Unidos      | Cañón revólver      | 20 mm               | Ford Motor CompanyGeneral Motors |

### Helicópteros
| Aeronave                   | Fotografía        | Origen            | Tipo                              | Fabricante        |
| Helicóptero naval          | Helicóptero naval | Helicóptero naval | Helicóptero naval                 | Helicóptero naval |
| -------------------------- | ----------------- | ----------------- | --------------------------------- | ----------------- |
| Kamov Ka-27                |                   | Rusia             | Guerra antisubmarina              | Kamov             |
| Helicópteros de transporte |                   |                   |                                   |                   |
| Mil Mi-8                   |                   | Rusia             | Helicóptero de transporte militar | Mil               |
| Mil Mi-14                  |                   | Rusia             | Helicóptero de transporte militar | Mil               |
| Helicópteros de ataque     |                   |                   |                                   |                   |
| Mil Mi-24                  |                   | Rusia             | Helicóptero de ataque             | Mil               |

### Misiles
| Nombre                  | Fotografía        | Origen            | Tipo                                      | Fabricante                                  |
| Misiles aire-aire       | Misiles aire-aire | Misiles aire-aire | Misiles aire-aire                         | Misiles aire-aire                           |
| ----------------------- | ----------------- | ----------------- | ----------------------------------------- | ------------------------------------------- |
| AIM-9 Sidewinder        |                   | Estados Unidos    | Misil aire-aire                           | RaytheonRTX Corporation                     |
| Vympel R-3              |                   | Rusia             | Misil aire-aire                           | NPO Vympel                                  |
| Vympel R-73             |                   | Rusia             | Misil aire-aire                           | NPO Vympel                                  |
| Misiles aire-superficie |                   |                   |                                           |                                             |
| Kh-29                   |                   | Rusia             | Misil aire-superficie                     | NPO VympelJSC Tactical Missiles Corporation |
| Kh-31                   |                   | Rusia             | Misil aire-superficieMisil antirradiación | JSC Tactical Missiles Corporation           |

## Graduación militar

### Oficiales
| Grado militar       | Insignia | Rangos OTAN |
| ------------------- | -------- | ----------- |
| Mariscal del aire   |          | OF-9        |
| Teniente general    |          | OF-8        |
| General de Ejército |          | OF-7        |
| General de división |          | OF-6        |
| General de brigada  |          | OF-5        |
| Coronel             |          | OF-4        |
| Teniente coronel    |          | OF-3        |
| Comandante          |          | OF-2        |
| Capitán             |          | OF-2        |
| Teniente            |          | OF-1        |
| Alférez             |          | OF-1        |

### Suboficiales
| Grado militar  | Insignia | Rangos OTAN |
| -------------- | -------- | ----------- |
| Sargento mayor |          | OR-5        |
| Sargento       |          | OR-4        |
| Cabo primero   |          | OR-3        |
| Cabo           |          | OR-2        |

## Defensa antiaérea
La defensa antiaérea yemení, anteriormente estaba separada de la fuerza aérea yemení, de acuerdo con el principio de la separación de fuerzas vigente en el seno de las fuerzas armadas soviéticas, pero posteriornente se fusionó con la fuerza aérea yemení. La FAY ha adquirido más de 600 lanzadores de misiles superficie-aire y sistemas de defensa antiaérea portátil (MANPADS) de origen ruso. Hay alrededor de ocho brigadas de defensa aérea en la fuerza aérea yemení. Seis brigadas se pusieron del lado de los rebeldes hutíes durante el inicio de la guerra civil yemení, la coalición liderada por Arabia Saudita destruyó gran parte de los sistemas y bases de cuatro de estas brigadas, pero dos brigadas sobrevivieron a los ataques aéreos de la coalición liderada por Arabia Saudita. Las unidades del ejército de los hutíes se dispersaron y ocultaron la mayoría de los sistemas antiaéreos operados por estas unidades. Las defensas antiaéreas restantes lograron derribar a dos cazas Lockheed Martin F-16 Fighting Falcon de la coalición internacional, dos helicópteros de ataque "Apache" y 12 vehículos aéreos no tripulados (VANT). Un sistema antiaéreo utilizado por la defensa antiaérea de los rebeldes hutíes, son los misiles aire-aire Vympel R-27 que cuenran con un sistema de guiado por radar, y que lograron dañar a dos cazas McDonnell Douglas F-15 Eagle saudíes. Hasta mediados de abril de 2015, el fuego defensivo de los cañones antiaéreos era visible durante la noche en Saná.